# Backstage and Dangerous: The Private Rehearsal
Backstage and Dangerous: The Private Rehearsal è un doppio album Live dei Doors registrato all'Aquarius Theatre. Nel luglio 1969 la band tenne due concerti, uno pomeridiano e l'altro serale in data 21 luglio 1969 mentre il giorno dopo in data 22 luglio 1969 si svolsero le prove a porte chiuse senza pubblico. I concerti furono registrati ma messi in commercio dai Doors superstiti tramite la Bright Midnight Archives, etichetta creata appositamente per pubblicare performance storiche dei Doors. Questo è il concerto del 22 eseguito a porte chiuse in versione integrale.

## Tracce
Le canzoni sono scritte da Jim Morrison, Robby Krieger, Ray Manzarek, e John Densmore tranne dove è indicato

### Disco 1
1. We're Rolling - 0:08
2. I Will Never Be Untrue - 5:56
3. Peace Frog [instrumental] - 2:50
4. Blue Sunday - 4:08
5. Maggie McGill - 4:48
6. Arranging (You Need Meat) Don't Go No Further [Dixon] - 1:16
7. (You Need Meat) Don't Go No Further [Dixon] - 3:52
8. Arranging Close to You [Dixon] - 0:21
9. Close to You [Dixon] - 3:46
10. Arranging Gloria [Van Morrison] - 0:56
11. Gloria [Van Morrison] - 8:58
12. Mystery Train Rehearsal [Parker, Phillips] - 4:42
13. Mystery Train/Crossroads [Parker, Phillips] [R.Johnson] - 9:47

### Disco 2
1. Continued - 0:15
2. Thousands of Dollars Rest Upon This Day - 0:21
3. I'm Your Doctor - 2:37
4. Hyper Yachting - 0:30
5. Build Me a Woman - 6:55
6. Yachting - 3:58
7. Cars Hiss by My Window - 10:07
8. Money Beats Soul - 0:47
9. Mental Floss - 5:19
10. Jazzy Maggie McGill Rehearsal - 2:04
11. Jazzy Maggie McGill - 4:49

## Formazione
- Jim Morrison – voce
- Ray Manzarek – organo, pianoforte, tastiera, basso
- John Densmore – batteria
- Robby Krieger – chitarra

In (You Need Meat) Don't Go No Further, Close To You e I'm Your Doctor Ray Manzarek alla voce.